# Campeones Cup 2024
La Campeones Cup 2024 fue la sexta edición de este torneo que enfrenta anualmente al campeón de la Major League Soccer (MLS) con el Campeón de Campeones de la Primera División de México de la temporada anterior. Se disputó el 25 de septiembre de 2024en el Lower.com Field de Columbus, y en ella participó el campeón de la temporada 2023 de la MLS: Columbus Crew y el ganador del Campeón de Campeones 2023-24 de la liga MX: América. El equipo mexicano fue el vencedor sobre el estadounidense, en tanda de penales (5-4) luego de un empate 1-1 en tiempo regular. 

## Información de los equipos
| Equipo        | Entrenador     | Estadio         | Ciudad           | Patrocinador          | Kit    |
| ------------- | -------------- | --------------- | ---------------- | --------------------- | ------ |
| Columbus Crew | Wilfried Nancy | Lower.com Field | Columbus         | Nathionwide Insurance | Adidas |
| América       | André Jardine  | Estadio Azteca  | Ciudad de México | Caliente              | Nike   |

## Partido

### Columbus Crew - América
| 25 de septiembre de 2024                                        | Columbus Crew                                                           | 1:1 (0:0) (4:5 p.)         | América                                                            | Lower.com Field, Columbus                                |                                                          |
|                                                                 | Amundsen 77'                                                            | Reporte                    | Dávila 68'                                                         | Asistencia: 20 198 espectadores Árbitro(s): Walter López | Asistencia: 20 198 espectadores Árbitro(s): Walter López |
|                                                                 |                                                                         | Tiros desde el punto penal |                                                                    |                                                          |                                                          |
|                                                                 | Camacho · Mățan · Russell-Rowe · Hernández · Jones · Jackson · Amundsen |                            | Valdés · R. Sánchez · Aguirre · Fidalgo · Dávila · Juárez · Araujo |                                                          |                                                          |
| América Campeón de la Campeones Cup 2024 (1:1; 4:5 en penales). |                                                                         |                            |                                                                    |                                                          |                                                          |

|                                          |
| Campeón de la Campeones Cup 2024 América |
| 1° Título                                |